# Amadeja
Amadeja je žensko osebno ime.

## Izvor imena
Ime Amadeja je ženskega oblika moškega osebnega imena Amadej.

## Različice imena
- ženski različici imena: Amadea, Amedeja
- sorodno ime: Amabila

## Pogostost imena
Po podatkih Statističnega urada Republike Slovenije je bilo na dan 31. decembra 2007 v Sloveniji število ženskih oseb z imenom Amadeja: 279.

## Osebni praznik
Osebe z imenom Amadeja godujejo takrat kot osebe z imenom Amadej.